# Municipio de Mazatlán
El municipio de Mazatlán es uno de los municipios del estado mexicano de Sinaloa, se localiza en la parte sur del estado. Su cabecera es la ciudad y puerto de Mazatlán, uno de los principales destinos turísticos de México.

## Geografía
El municipio de Mazatlán se encuentra localizado en el sur del estado de Sinaloa, desde la costa en el Océano Pacífico hasta las alturas de la Sierra Madre Occidental en los límites con el estado de Durango.
Tiene una extensión territorial total de 2538.615 kilómetros cuadrados, sus coordenadas geográficas extremas son 23°4′ - 23°54′ de latitud norte y 105°55′ - 106°38′ de longitud oeste. Su altitud varía desde 100 metros sobre el nivel del mar en la costa, hasta 2200 metros en las alturas de la Sierra.
Limita al noroeste con el municipio de San Ignacio, al sureste con el municipio de Concordia y al sur con el municipio de Rosario; al extremo noreste limita con el estado de Durango, en particular con el municipio de San Dimas.

## Demografía
De acuerdo al Censo de Población y Vivienda realizado en 2020 por el Instituto Nacional de Estadística y Geografía, la población total del municipio de Mazatlán es de 501 441 habitantes, de los cuales 245 381 son hombres y 256 060 son mujeres.

### Localidades
En el municipio se encuentran un total de 737 localidades, las principales y su población en 2020 son las siguientes:
| Localidad                   | Población (2020) |
| --------------------------- | ---------------- |
| Mazatlán                    | 441 975          |
| Villa Unión                 | 16 934           |
| Fraccionamiento Los Ángeles | 9 140            |
| El Walamo                   | 3 550            |
| El Castillo                 | 2 613            |
| El Roble                    | 2 314            |
| Barrón                      | 1 994            |
| El Quelite                  | 1 455            |
| El Cereso                   | 1 223            |
| El Habal                    | 1 146            |
| Escamillas                  | 991              |
| Siqueros                    | 968              |
| Total municipio             | 501 441          |

## Política
El gobierno de Mazatlán le corresponde a su ayuntamiento, que se encuentra integrado por el presidente municipal y el cabildo formado por dieciocho regidores, once electos por mayoría relativa y siete por el principio de representación proporcional. Todos ellos son electos mediante voto universal, directo y secreto para un periodo de tres años que pueden ser renovado por un periodo consecutivo adicional y entran a ejercer su cargo el día 1 de noviembre. Esto debido al último cambio en las Elección Estatal.

### Subdivisión administrativa
Para su régimen interior el municipio se encuentra dividido en ocho sindicaturas, que son electas mediante plebiscito popular. Dichas sindicaturas se dividen a su vez en comisarías.
Las ocho sindicaturas son: El Habal, El Quelite, El Recodo, El Roble, La Noria, Mármol, Siqueros y Villa Unión.

### Representación legislativa
Para la elección de diputados locales al Congreso de Sinaloa y de diputados federales a la Cámara de Diputados federal, el municipio de Mazatlán se encuentra integrado en los siguientes distritos electorales:
Local:
- Distrito electoral local de 19 de Sinaloa con cabecera en Mazatlán.
- Distrito electoral local de 20 de Sinaloa con cabecera en Mazatlán.

Federal:
- Distrito electoral federal 1 de Sinaloa con cabecera en Mazatlán.
- Distrito electoral federal 6 de Sinaloa con cabecera en Mazatlán.

### Presidentes municipales
- (1978 - 1980): Raúl Ledón Márquez
- (1981 - 1983): José H. Rico Mendiola
- (1984 - 1986): Quirino Ordaz Luna
- (1987 - 1989): José Ángel Pescador Osuna
- (1989): José Luis Tostado Sánchez
- (1990 - 1992): Humberto Rice García
- (1993 - 1995): Martín Gavica Garduño
- (1996 - 1998): Alejandro Camacho Mendoza
- (1999 - 2001): Alejandro Higuera Osuna
- (2002 - 2003): Gerardo Rosete Ramírez
- (2003 - 2004): Ricardo Ramírez González
- (2005 - 2007): Alejandro Higuera Osuna
- (2007): Isaac López Arregui
- (2008 - 2010): Jorge Abel López Sánchez
- (2011 - 2013): Alejandro Higuera Osuna
- (2014 - 2016): Carlos Felton González
- (2017 - 2019): Fernando Pucheta Sánchez
- (2019 - 2021): Luis Guillermo Benítez Torres